# Miranda de Arga
Miranda de Arga és un municipi de Navarra, a la comarca de Ribera Arga-Aragón, dins la merindad d'Olite. Limita amb Berbinzana, Tafalla, Lerín i Falces.

## Demografia
| Evolució demogràfica                                       | Evolució demogràfica | Evolució demogràfica | Evolució demogràfica | Evolució demogràfica | Evolució demogràfica | Evolució demogràfica | Evolució demogràfica | Evolució demogràfica | Evolució demogràfica | Evolució demogràfica |
| 1996                                                       | 1998                 | 1999                 | 2000                 | 2001                 | 2002                 | 2003                 | 2004                 | 2005                 | 2006                 | 2007                 |
| ---------------------------------------------------------- | -------------------- | -------------------- | -------------------- | -------------------- | -------------------- | -------------------- | -------------------- | -------------------- | -------------------- | -------------------- |
| 978                                                        | 999                  | 996                  | 997                  | 1 009                | 1 031                | 1 018                | 1 003                | 997                  | 979                  | 965                  |
| Fonts: Miranda de Arga i Institut d'Estadística de Navarra |                      |                      |                      |                      |                      |                      |                      |                      |                      |                      |

## Personatges cèlebres
- Bartolomé de Carranza (1503 - Roma, 1576). Arquebisbe de Toledo i confessor del rei Felip II. Representà a l'emperador Carles V en el Concili de Trento i fou processat per la Inquisició.